# Демшинка (Грязинский район)
Демши́нка — деревня в Грязинском районе Липецкой области. Входит в состав Коробовского сельсовета.

## География
Деревня находится на расстоянии 17 км к юго-востоку от города Грязи, административного центра района.

### Часовой пояс
Деревня Демшинка, как и вся Липецкая область, находится в часовой зоне МСК (московское время). Смещение применяемого времени относительно UTC составляет +3:00.

## Население
| 2010 | 2013 |
| ---- | ---- |
| 5    | ↘3   |